# Trogen (Bawaria)
Trogen – gmina w Niemczech, w kraju związkowym Bawaria, w rejencji Górna Frankonia, w regionie Oberfranken-Ost, w powiecie Hof, wchodzi w skład wspólnoty administracyjnej Feilitzsch. Leży w Vogtlandzie, przy autostradzie A72, A93, drodze B173 i linii kolejowej Monachium – Drezno.
Gmina położona jest 6 km na północny wschód od Hof i 53 km na północny wschód od Bayreuth.

## Dzielnice
W skład gminy wchodzą następujące dzielnice:
- Kienberg
- Föhrig
- Schwarzenstein
- Siedlung
- Trogen
- Ziegelhütten

## Demografia
| Rok  | Liczba mieszk. |
| ---- | -------------- |
| 1970 | 1311           |
| 1987 | 1334,          |
| 2000 | 1584           |
| 2006 | 1606           |

## Oświata
(na 1999)

W gminie znajduje się 100 miejsc przedszkolnych (ze 106 dziećmi).

## Osoby urodzone w Trogen
- Maximilian von Feilitzsch (1834 – 1913) – polityk, prezydent Monachium, prezydent Górnej Bawarii i bawarski minister spraw wewnętrznych
- Dieter Mronz (ur. 1944) – polityk SPD, wieloletni prezydent Bayreuth